# Unterlauter
Unterlauter ist ein Gemeindeteil von Lautertal im oberfränkischen Landkreis Coburg.

## Geographie
Unterlauter liegt etwa fünf Kilometer nordöstlich von Coburg an der Lauter (auch als Lauterbach bezeichnet). Der Maasgraben und der Flöhbachgraben fließen durch den Ort und münden in die Lauter. In Unterlauter kreuzen sich am Gerichtsplatz die Kreisstraßen CO 27, ehemals Bundesstraße 4, in Richtung Eisfeld und Coburg sowie CO 17 in Richtung Meeder und Rödental.

## Geschichte
Der bis 1516 Lauter genannte Ort wurde erstmals 850 in einer Urkunde des Klosters Fulda als „Lutaraha“ erwähnt. Eine Erwähnung aus dem Jahr 833 als „villa Hlutru“ bezieht sich nicht eindeutig auf Unterlauter.
Die Siedlung entstand oberhalb der Lauter am Kreuzungspunkt der Hohen Straße, einer Nord-Süd-Straße von Bamberg nach Erfurt und der Ost-West-Straße vom Böhmischen nach Fulda über Königshofen. Sie wurde vermutlich im 8. Jahrhundert Hauptort des Zentbezirks Lauter, des östlichsten Zent im Grabfeldgau. Der Ort mit dem Zentgericht war als befestigter Stützpunkt ein Reichshof, ein Hof in königlichem Besitz. Der Ursiedlungskern lag östlich der Lauter in erhöhter Lage um den heutigen Kirchhof und bestand unter anderem aus einem Wirtschaftshof und einer Kapelle sowie einer Mühle an der Lauter.
Später wurde der Reichshof in einen unteren und oberen Hof getrennt, aus denen Unterlauter und Oberlauter hervorgingen. 1075 kam der Herrenhof Unterlauter in den Besitz der Abtei zu Saalfeld. Das Kloster Mönchröden erhielt mit seiner Gründung im Jahr 1149 durch Hermann Sterker, Burggraf von Meißen Besitz im Ort. Im 14. Jahrhundert gehörte der herrschaftliche Hof zum Schaumberger Besitz. Die Adelsgeschlechter von Lauter und Lusemer von Lauter übten von 1145 bis 1374 die Dorfherrschaft aus. Das Zentgericht war 1347 für 43 Dörfer zuständig.
Anfang des 14. Jahrhunderts lag Unterlauter im Herrschaftsbereich der Henneberger. 1353 kam der Ort mit dem Coburger Land im Erbgang zu den Wettinern und war somit ab 1485 Teil des Kurfürstentums Sachsen, aus dem später das Herzogtum Sachsen-Coburg hervorging. Im Jahr 1317 gab es in Unterlauter vier Mühlen. Heute existieren die ehemaligen Mahlmühlen Obermühle, Mittelmühle und  Untermühle sowiie die Löhleinsmühle, eine ehemalige Merbel- und Papiermühle, deren Besitzer das Wasserrecht haben.
Bis ins 16. Jahrhundert hieß der Ort Lauter und hatte zwischenzeitlich das Stadt- und Marktrecht. Die höhere Gerichtsbarkeit ging nach der Stadtgründung Coburgs 1331 verloren. Die Niedergerichtsbarkeit des Zentgerichts hatte die Aufgabe, für Recht und Ordnung in Flur und Forst zu sorgen.
Um 1618 gab es in Lauter neun Güter und 38 Sölden, die Mönchrödener Lehen, Pfarrlauterer Lehen, Coburger Amtslehen, einbergischer Lehen, Roßlehen und Schaumberger Lehen waren. Der Herrenhof war ein weiträumiger Gutshof mit massiven Häusern.
Im Jahr 1445 lebten 27, 1508 36 und 1618 54 wehrfähige Männer in Unterlauter. Nach dem Dreißigjährigen Krieg waren es im Jahr 1650 22 wehrfähige Männer und es existierten noch 26 Häuser. 1632 plünderten kaiserliche Truppen den Ort. Vor dem Krieg gab es etwa 20 Begräbnisse im Jahr. Infolge der Lamboyschen Besetzung, die etwa ein halbes Jahr dauerte, verzeichneten die kirchlichen Sterberegister 1634 aufgrund von Hunger und Seuchen 91 und 1635 176 Begräbnisse.

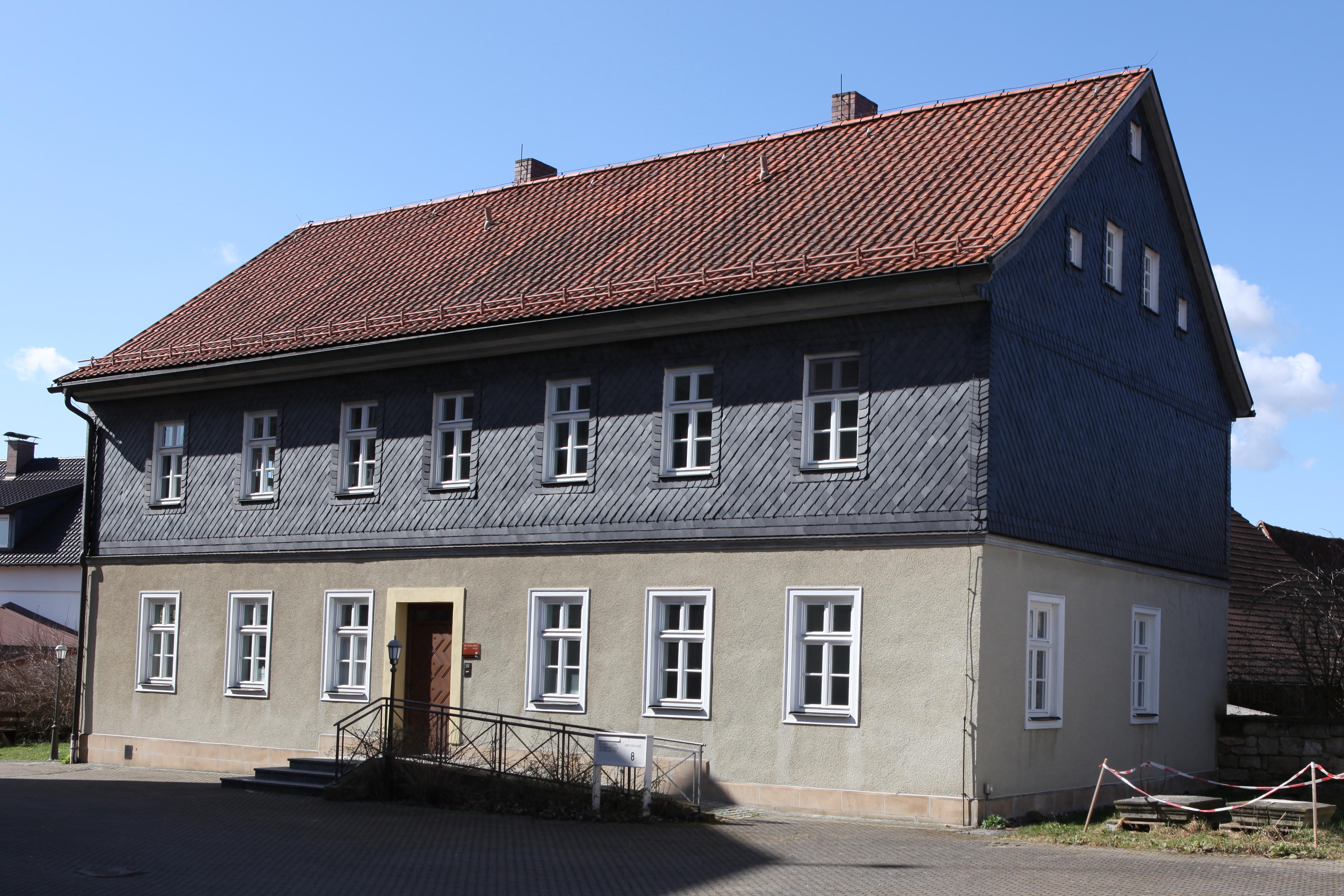
Alte Schule

Ein Pfarrhaus wurde 1512 errichtet und 1774 instand gesetzt. Ein neues Schulhaus entstand 1709. Evangelische Lehrer sind namentlich seit 1616 dokumentiert. 1852 besuchten 130 Schüler aus den Orten Unterlauter, Oberlauter, Dörfles, Esbach und Taimbach die Schule. 1860 ersetzte ein Schulneubau das alte Gebäude neben der Kirche und der Friedhof wurde verlegt. 1806 gehörten zum Gericht Lauter im Amt Coburg 83 Dörfer mit 15.222 Einwohnern. 1810 wurde das Gericht aufgelöst.
In der Mitte des 19. Jahrhunderts erfolgte die Neutrassierung der Reichsstraße durch das obere Lautertal nach Eisfeld. Einen Haltepunkt der Werrabahn im benachbarten Oberlauter lehnte die Gemeinde im Dezember 1899 ab. 1901 lebten 502 Einwohner in 91 Häusern. Stromlieferant war ab 1906 das Elektrizitätswerk Max Liebermann in der Obermühle und ab 1921 das Coburger Überlandwerk. Der Anschluss der Gemeinde an das Telefonnetz erfolgte 1908.
Vor dem Einmarsch US-amerikanischer Truppen wurde Unterlauter am 10. April 1945 durch Jagdbomber in Brand geschossen, weil deutsche Soldaten dort Widerstand leisteten. Elf Einwohnern kostete es das Leben.
1953 trat die Gemeinde dem Zweckverband für die Wasserversorgung der Lautergrundgemeinden bei. Die Ringwasserversorgung wurde 1965 eingeweiht. Der Zweckverband zur Abwasserbeseitigung Lautergrund wurde 1961 zusammen mit der Gemeinde Oberlauter gegründet. Die Inbetriebnahme der Kanalisation im Trennsystem und der Kläranlage erfolgten 1964. An der Ortsgrenze zwischen Unterlauter und Oberlauter entstand Anfang der 1960er Jahre eine gemeinsame achtklassige Volksschule der beiden Gemeinden, die im Januar 1963 eingeweiht wurde. 1965 wurden die Schulbezirke Neunkirchen-Tiefenlauter und Rottenbach-Tremersdorf einbezogen. 1968 gründeten die sechs Gemeinden den Schulverband Lautergrund.
Am 4. Mai 1969 stimmten in Unterlauter von 826 Wahlberechtigten 374 für und 67 gegen den Zusammenschluss mit Oberlauter, Tiefenlauter und Neukirchen. 363 Wähler waren für den vorgeschlagenen Ortsnamen Lautergrund. In den vier Orten stimmten insgesamt 68 Prozent der Wähler für den Zusammenschluss. Mit Wirkung vom 1. Juli 1969 wurde Unterlauter gemäß einem Erlass des Bayerischen Staatsministeriums des Innern mit den Gemeinden Neukirchen, Oberlauter und Tiefenlauter zur neuen Gemeinde Lautertal zusammengelegt.

## Einwohnerentwicklung
| Jahr | Einwohnerzahl |
| ---- | ------------- |
| 1851 | 449           |
| 1910 | 612           |
| 1933 | 676           |
| 1939 | 709           |
| 1950 | 1064          |
| 1970 | 1249          |
| 1987 | 1375          |
| 2004 | 1249          |
| 2021 | 2184          |

## Sehenswürdigkeiten

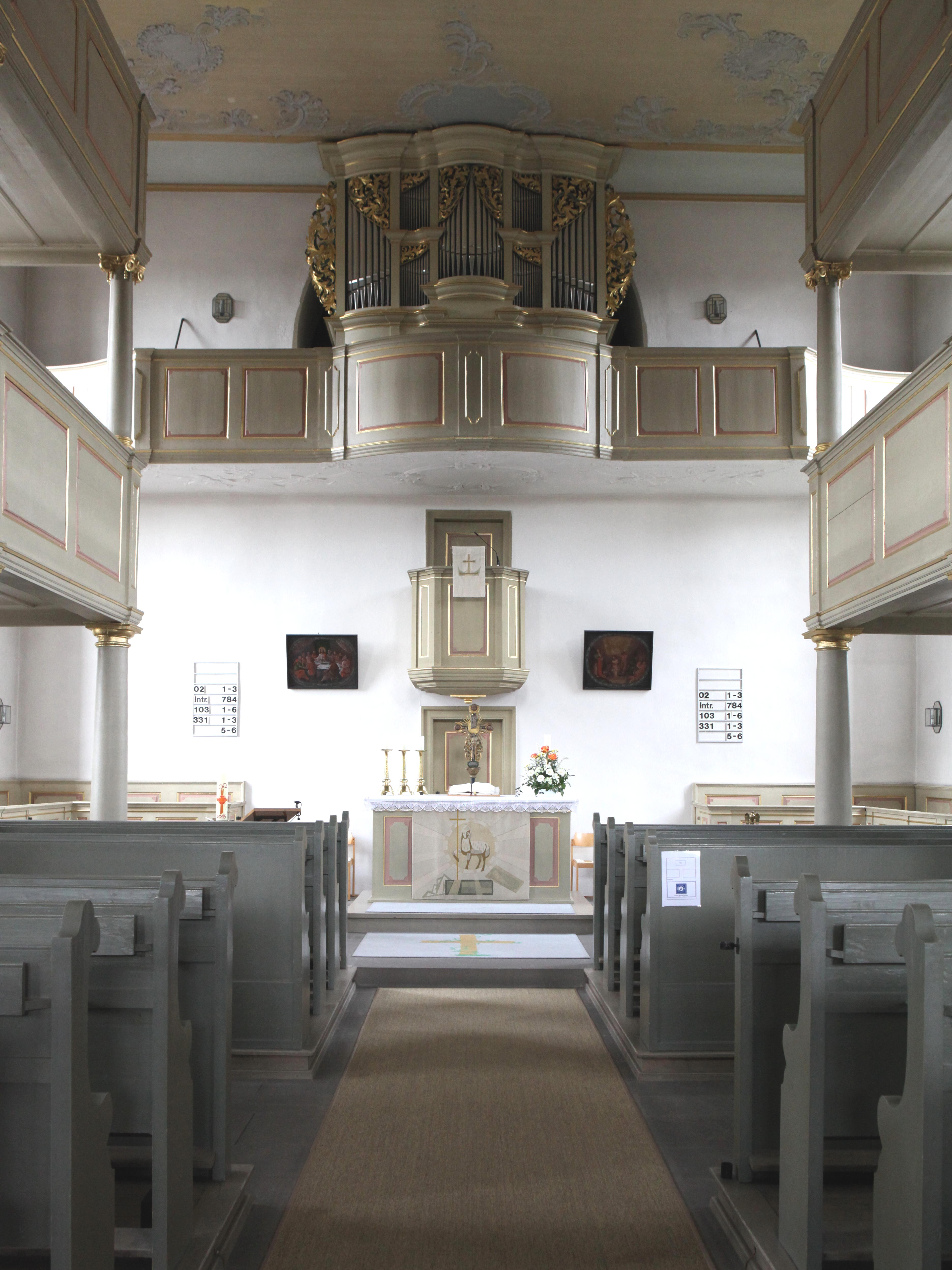
Trinitatiskirche

- Der Unterlauterer Kreuzstein am Gerichtsplatz unter einer über 700 Jahre alten Linde ist eine Platte aus Schilfsandstein, in die ein Kreuz reliefartig eingemeißelt ist. Er wird im Zusammenhang mit dem Zentgericht gesehen. Das Entstehen wird auf das 10. bis 13. Jahrhundert vermutet. Es ist wohl das älteste Kunstdenkmal im Coburger Land.[15]
- Die Trinitatiskirche geht auf eine Kapelle zurück, die 1265 urkundlich erwähnt wurde. Die Pfarrei wurde 1461 selbständig. Die romanische Kirche war Teil einer Wehrkirchenanlage. Von 1741 bis 1743 wurde das heutige Gotteshaus als barocke Saalkirche im Markgrafenstil unter Anleitung des Coburger Hofmaurermeisters Johann Georg Brückners errichtet.